# Duomo di Castiglione delle Stiviere
Il duomo di Castiglione delle Stiviere, dedicato ai santi Nazario e Celso, è la parrocchiale di Castiglione delle Stiviere, in provincia e diocesi di Mantova; fa parte del vicariato di San Luigi.

## Storia

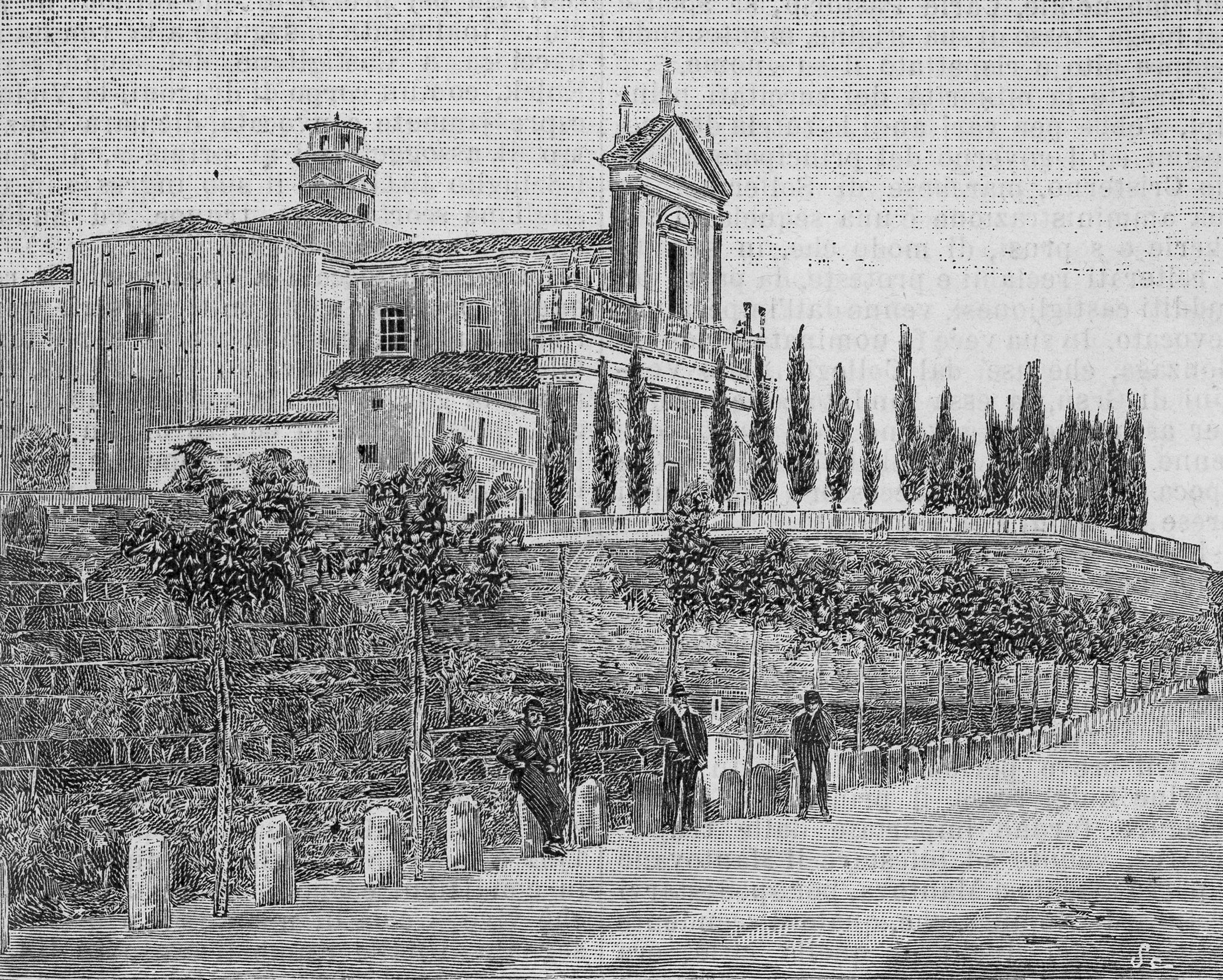
Il Duomo, 1898, Le cento città d'Italia.

L'attuale edificio, fu costruito nel 1761 in stile neoclassico su un colle e sulle rovine di una chiesa del Cinquecento; nella chiesa preesistente il 20 aprile 1568 fu battezzato Luigi Gonzaga, futuro santo e nel 1580 ricevette la prima comunione dalle mani del cardinale Carlo Borromeo. Per la ricostruzione settecentesca, venne utilizzato anche materiale proveniente dall'abbattimento del castello di Castiglione.
Durante la battaglia di Solferino e San Martino del 24 giugno 1859 la chiesa venne adibita ad ospedale per la cura dei numerosissimi feriti. Tra i primi a prestare i soccorsi vi fu Henry Dunant, da cui scaturì l'idea di fondare la Croce Rossa Internazionale.

## Descrizione

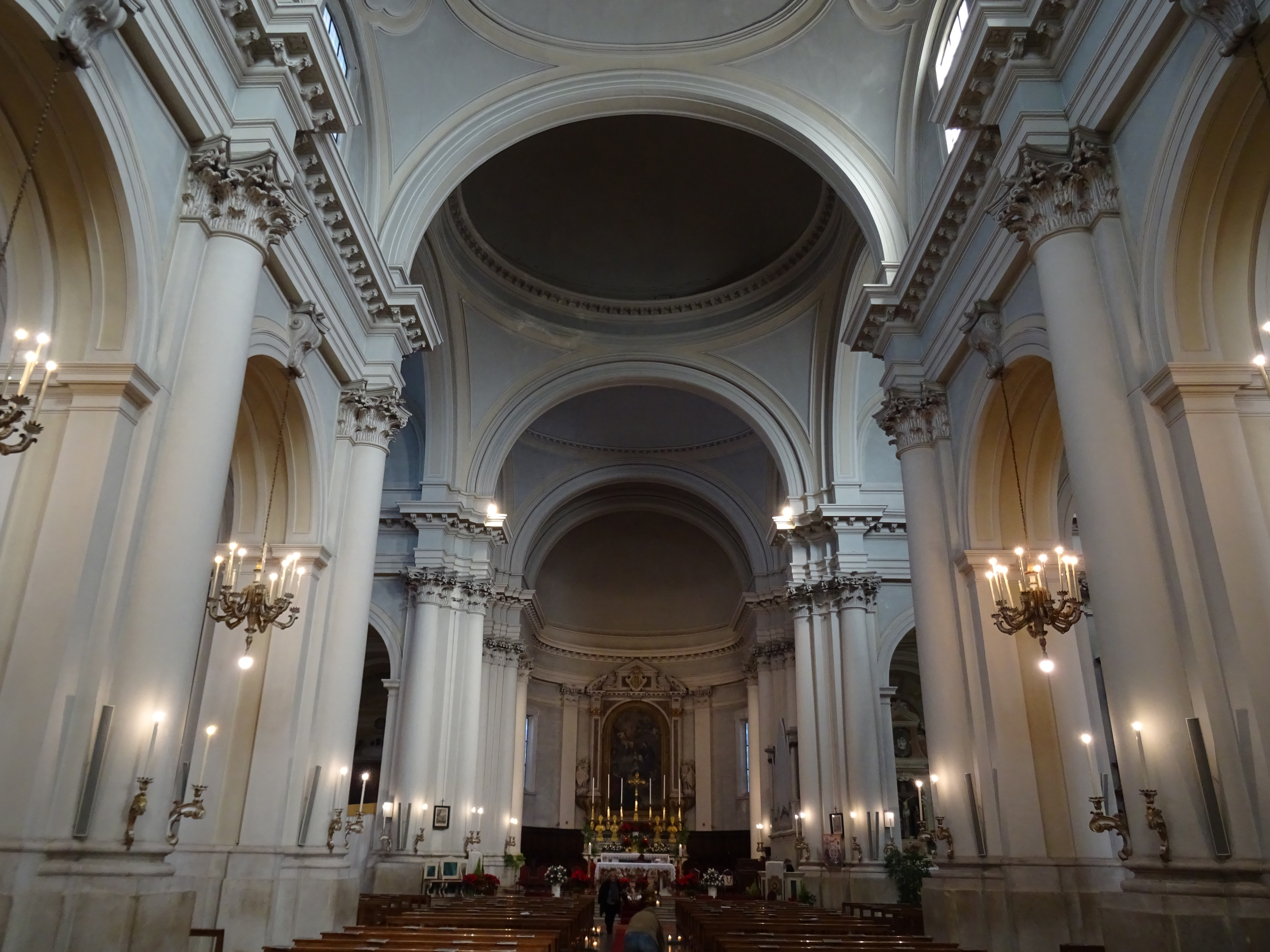
Interno

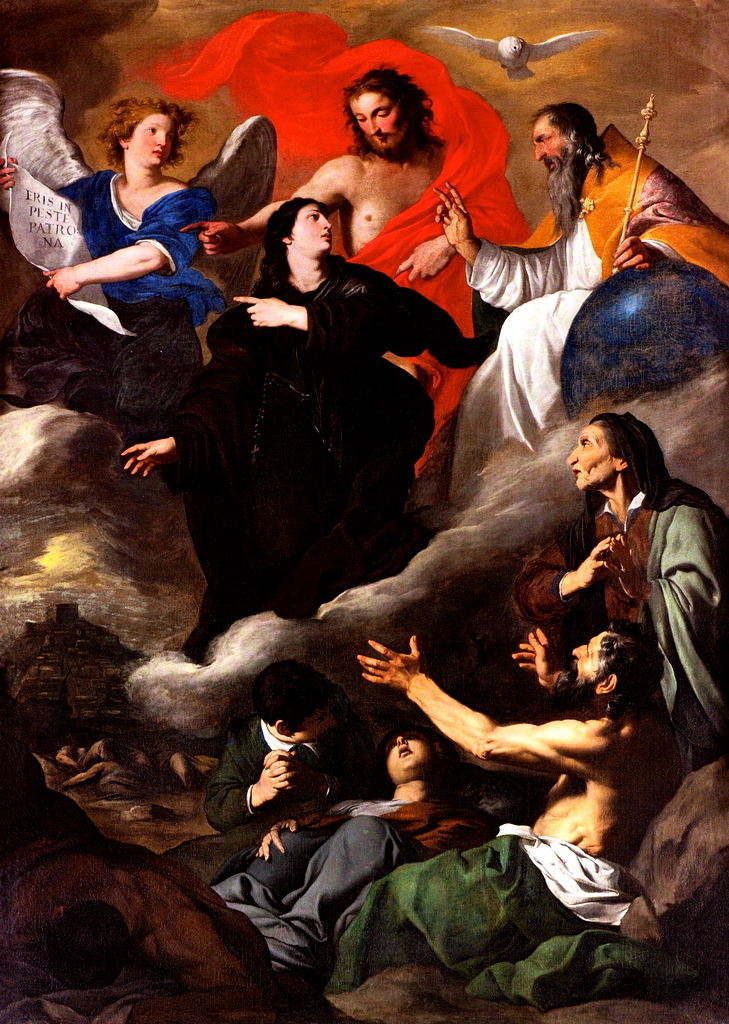
Pala di Santa Rosalia, dipinto di Pietro Novelli

La chiesa è a croce latina, con tre navate.
Vi sono custodite opere pittoriche di notevole pregio. In una cappella di destra è collocata la pala di Santa Rosalia scende dal cielo tra gli appestati, opera del pittore siciliano Pietro Novelli del 1630 circa.
Nella cappella di sinistra si trova il dipinto Sposalizio di Santa Caterina di Camillo Procaccini, del 1600 circa. La pala dell'altare maggiore con I santi Nazario e Celso, a cui la chiesa è dedicata, è attribuita al castiglionese Luigi Sigurtà (1777). Un altro pittore castiglionese, Franco Ferlenga, ha dipinto per il duomo nel 1989 la pala d'altare Da colonna a colonna.
Davanti all'altare maggiore è posta la lastra tombale di Marta Tana, madre di san Luigi.
A fianco del duomo sorge la piccola Chiesa dei Disciplini, fondata da Aloisio Gonzaga, nonno del Santo, nella prima metà del Cinquecento e cara alla storia dei Gonzaga di Castiglione. Il 3 marzo 1590 nella chiesa san Luigi tenne una predica sull'eucaristia.
Alla destra del presbiterio, vi è l'organo a canne, costruito nel 1925 da Natale Balbiani. Lo strumento, a trasmissione pneumatico-tubolare, ha due tastiere di 58 note ciascuna ed una pedaliera concava di 30 note.